# Onderzeedienst

Logo Onderzeedienst

De Onderzeedienst is het onderdeel van de Koninklijke Marine dat zorg draagt voor de uitrusting van de onderzeeboten en de opleiding van de bemanningen. De huidige onderzeedienst zetelt op de Nieuwe Haven in Den Helder en telt ongeveer tweehonderdvijftig mensen personeel.
De Onderzeedienst is, net als de Mijnendienst, voortgekomen uit de voormalige Torpedodienst van de marine. De eerste onderzeeboot van de marine heette eerst Hr.Ms. Onderzeesche Torpedoboot O1. De onderzeedienst is opgericht op 21 december 1906.
Een goed bewaard geheim was dat tijdens de Koude Oorlog de Nederlandse onderzeeboten succesvolle spionagemissies uitvoerden, waarbij inlichtingen over de marine van de Sovjet-Unie verzameld werden. Van 1968 tot en met 1975 vonden ca. zeventien inlichtingenmissies plaats in de Noordelijke IJszee. Na 1975 verschoof het zwaartepunt naar de Middellandse Zee, waar Nederlandse onderzeeboten tussen 1985 en 1991 elf patrouilles uitvoerden rond de ankerplaatsen waar Sovjet-marineschepen samenkwamen.
Op 15 juli 2005 zijn de Onderzeedienst en de Mijnendienst opgehouden te bestaan als zelfstandige diensten, nadat de vaandels van beide diensten in aparte ceremonieën zijn overgedragen door de commandanten aan de Commandant Zeemacht in Nederland (CZMNED), viceadmiraal J.W. Kelder. De marine heeft vier onderzeeboten van de Walrusklasse: de Walrus, Zeeleeuw, Dolfijn en Bruinvis.

## Tweede Wereldoorlog - Nederlands-Indië
Met name in december 1941 kwam de Onderzeedienst in Nederlands-Indië volop in actie.
Op 12 december 1941 werd bij Kota Baroe het Japanse SS Toro Maru door de onderzeeboot Hr. Ms. K XII vernietigd. Dezelfde dag werden door de onderzeeboot Hr. Ms. O 16 op de rede van Patani (in de Golf van Siam) de Japanse troepentransportschepen Tosan Maru, Asosan Maru, Sakuru Maru en Ayata Maru met torpedo's tot zinken gebracht. De O 16 liep op 15 december 1941 nabij Singapore op een Japanse mijnenlijn. Slechts één opvarende wist zich te redden en zwemmend (35 uur) een onbewoond eiland te bereiken.
Op 19 december 1941 werd de onderzeeboot Hr. Ms. O 20 op 35 mijl ten noordoosten van Kota Bahru (oostkust van Maleisië) door de Japanse torpedobootjager Uranami met dieptebommen aangevallen en beschadigd, waarna hij door de eigen bemanning tot zinken werd gebracht. De commandant en zes bemanningsleden kwamen hierbij om het leven. De overige 32 bemanningsleden werden de volgende dag door een Japanse jager opgepikt en krijgsgevangen gemaakt.
Op 20 december 1941 liep de onderzeeboot Hr. Ms. K XVII op de thuisreis naar de vlootbasis in Singapore, nabij Tioman in de Zuid-Chinese Zee, in een pas gelegd Japans mijnenveld, en verging met de hele bemanning.
Een van de eerste geallieerde successen na de Japanse aanval op Pearl Harbor werd op 23 december 1941 voor de kust van Kuching behaald door een gecombineerde actie van de Koninklijke Marine. Een Japanse invasievloot die op weg was in zuidelijke richting naar Brits-Borneo werd gespot. De Nederlandse onderzeeboot Hr. Ms. K XIV kreeg van een patrouillerende Dornier Do 24-vliegboot de locatie, koers en snelheid van het Japanse konvooi door en viel de Japanners bij verrassing in ondiepe wateren voor het landingshoofd bij Kuching aan. Achtereenvolgens werden de Katori Maru, de Hioyshi Maru, de Hokai Maru en de torpedobootjager Daisantonan Maru tot zinken gebracht. Door handig manoeuvreren wist de K XIV naar Surabaya te ontkomen.
Op 24 december 1941 bracht Hr. Ms. K XVI de Japanse torpedobootjager Sagiri tot zinken, nabij de baai van Kuching. Ook wist de K XVI de Japanse jager Marakumo te beschadigen. Het was de eerste torpedering van Japanse oorlogsschepen in de Tweede Wereldoorlog. Het zou de laatste actie van de K XVI zijn; de volgende dag werd hij op 60 mijl ten noordwesten van Kuching door de Japanse onderzeeboot I 66 getorpedeerd. Alle 36 bemanningsleden kwamen hierbij om het leven.
Na de Tweede Wereldoorlog werd de Onderzeedienst onderscheiden met de Militaire Willemsorde. In 1964 werd aan de Onderzeedienst een vaandel toegekend waaraan de Militaire Willemsorde werd gehecht. Het vaandel vermeldt de opschriften "Zuid-Chinese Zee 1941-42" en "Middellandse Zee 1941-44".

## Bekende commandanten
- Anton Bussemaker
- Piet de Jong
- Carel Adrianus Johannes van Well Groeneveld